# Verbascum lasianthum
Verbascum lasianthum är en flenörtsväxtart som beskrevs av Pierre Edmond Boissier och George Bentham. Verbascum lasianthum ingår i släktet kungsljus, och familjen flenörtsväxter. Inga underarter finns listade i Catalogue of Life.